# Borstrisråttor
Borstrisråttor (Neacomys) är ett släkte i familjen hamsterartade gnagare med åtta arter som lever i Central- och Sydamerika.

## Beskrivning
Med en kroppslängd mellan 6 och 10 cm samt en ungefär lika lång svans är borstrisråttor jämförelsevis små. Vikten är bara känd för arten N. guianae som väger cirka 20 gram. Som namnet antyder utgörs pälsen av borstliknande och taggiga hår, men mjuka hår förekommer likaså. Taggiga hår finns främst på ryggen, mera sällan på sidorna och de saknas helt på buken. Pälsens färg på ovansidan är rödbrun till ljusbrun, buken är ljusare, ofta vitaktig.
Utbredningsområdet sträcker sig från Panama över norra Sydamerika till centrala Brasilien och Bolivia. Borstrisråttor vistas främst i skogar, ibland på buskmark och i vissa fall även på odlad mark.
Släktet utgörs av åtta arter, fyra av dessa beskrevs först under nyare tider:
- Neacomys dubosti beskrevs först 2001. Den förekommer i östra Surinam, Franska Guyana och nordöstra Brasilien (Amapá).
- Neacomys guianae finns från Venezuela över Surinam till norra Brasilien.
- Neacomys minutus är bara känd från dalgången av floden Juruá i västra Brasilien, beskrevs först 2000.
- Neacomys musseri beskrevs likaså 2000 och lever bara vid Juruáfloden i sydöstra Peru och västra Brasilien.
- Neacomys paracou beskrevs först 2001, finns från Venezuela över Surinam till norra Brasilien.
- Neacomys pictus är endemisk för östra Panama.
- Neacomys spinosus förekommer i västra Brasilien, sydöstra Colombia, Ecuador, Peru och Bolivia.
- Neacomys tenuipes lever i Venezuela och Colombia.

IUCN betraktar beståndet för nästan alla arter som stabilt och listar de därför som livskraftig (least concern), bara N. pictus listas med kunskapsbrist (data deficient).